# Recording Industry Association Singapore
Recording Industry Association Singapore ou RIAS é uma empresa oficial que representa as indústrias fonográficas de Singapura. É também associada ao IFPI.